# Hymnus amoris
Hymnus amoris er et korværk af Carl Nielsen (opus 12, 1896) med latinsk tekst ved filologen Johan Ludvig Heiberg.
Se teksten samt yderligere oplysninger i Kalliope.

## Eksterne links
- Link til Carl Nielsen Udgavens praktisk/videnskabelige digitale udgave:

- Carl Nielsens Kantater 1

- Hymnus Amoris, Op.12: Forord og indledning på side xi; Trykte noder på side 1